# Cymodopsis gorgoniae
Cymodopsis gorgoniae är en kräftdjursart som beskrevs av Baker 1926. Cymodopsis gorgoniae ingår i släktet Cymodopsis och familjen klotkräftor. Inga underarter finns listade i Catalogue of Life.